# Division II i fotboll 1943/1944
Division II i fotboll 1943/1944 bestod av fyra serier med 10 lag i varje serie. Det var då Sveriges näst högsta division. Varje serievinnare gick till kvalspel för att eventuellt flyttas upp till Allsvenskan och de två sämsta degraderades till Division III. Det gavs 2 poäng för vinst, 1 poäng för oavgjort och 0 poäng för förlust.

## Serier

### Norra
| Nr | Lag                  | S  | V  | O | F  | GM | IM | MS  | P  |
| -- | -------------------- | -- | -- | - | -- | -- | -- | --- | -- |
| 1  | Ludvika FFI          | 18 | 12 | 3 | 3  | 46 | 27 | +19 | 27 |
| 2  | Hammarby IF          | 18 | 11 | 3 | 4  | 49 | 19 | +30 | 25 |
| 3  | Djurgårdens IF       | 18 | 10 | 3 | 5  | 50 | 23 | +27 | 23 |
| 4  | Reymersholms IK      | 18 | 9  | 3 | 6  | 40 | 20 | +20 | 21 |
| 5  | Ljusne AIK (U)       | 18 | 9  | 1 | 8  | 50 | 38 | +12 | 19 |
| 6  | Sandvikens AIK       | 18 | 8  | 3 | 7  | 37 | 42 | −5  | 19 |
| 7  | Gefle IF             | 18 | 7  | 3 | 8  | 44 | 49 | −5  | 17 |
| 8  | Hallstahammars SK    | 18 | 5  | 5 | 8  | 25 | 36 | −11 | 15 |
| 9  | Hagalunds IS         | 18 | 3  | 6 | 9  | 27 | 52 | −25 | 12 |
| 10 | Örtakoloniens IF (U) | 18 | 0  | 2 | 16 | 17 | 79 | −62 | 2  |

| Hemma \ Borta     | DIF | GIF | HIS | HSK | HIF | LAIK | LFFI | RIK | SAIK | ÖIF |
| Djurgårdens IF    | —   | –   | –   | –   | 0–1 | –    | –    | –   | –    | –   |
| Gefle IF          | –   | —   | –   | –   | 3–1 | –    | –    | –   | –    | –   |
| Hagalunds IS      | –   | –   | —   | –   | 0–3 | –    | –    | –   | –    | –   |
| Hallstahammars SK | –   | –   | –   | —   | 1–1 | –    | –    | –   | –    | –   |
| Hammarby IF       | 0–1 | 6–4 | 4–0 | 2–0 | —   | 4–1  | 2–2  | 2–1 | 2–0  | 9–1 |
| Ljusne AIK        | –   | –   | –   | –   | 2–3 | —    | –    | –   | –    | –   |
| Ludvika FFI       | –   | –   | –   | –   | 2–1 | –    | —    | –   | –    | –   |
| Reymersholms IK   | –   | –   | –   | –   | 0–0 | –    | –    | —   | –    | –   |
| Sandvikens AIK    | –   | –   | –   | –   | 1–0 | –    | –    | –   | —    | –   |
| Örtakoloniens IF  | –   | –   | –   | –   | 0–8 | –    | –    | –   | –    | —   |

Ludvika FFI gick vidare till kvalspel till Allsvenskan och Hagalunds IS och Örtakoloniens IF flyttades ner till division III. De ersattes av IK Brage och Sandvikens IF från Allsvenskan och från division III kom Avesta AIK och Surahammars IF.

### Östra
| Nr | Lag                | S  | V  | O | F  | GM | IM | MS  | P  |
| -- | ------------------ | -- | -- | - | -- | -- | -- | --- | -- |
| 1  | IFK Eskilstuna (N) | 18 | 12 | 2 | 4  | 44 | 22 | +22 | 26 |
| 2  | IK Sleipner        | 18 | 10 | 3 | 5  | 43 | 23 | +20 | 23 |
| 3  | Karlskoga IF       | 18 | 10 | 3 | 5  | 48 | 33 | +15 | 23 |
| 4  | IFK Västerås       | 18 | 10 | 1 | 7  | 46 | 34 | +12 | 21 |
| 5  | Örebro SK          | 18 | 9  | 2 | 7  | 39 | 27 | +12 | 20 |
| 6  | Åtvidabergs FF     | 18 | 9  | 2 | 7  | 50 | 45 | +5  | 20 |
| 7  | IF Verdandi        | 18 | 8  | 1 | 9  | 38 | 36 | +2  | 17 |
| 8  | Nyköpings AIK      | 18 | 4  | 4 | 10 | 25 | 43 | −18 | 12 |
| 9  | Finspångs AIK      | 18 | 4  | 3 | 11 | 27 | 48 | −21 | 11 |
| 10 | Västerås SK (U)    | 18 | 3  | 1 | 14 | 19 | 66 | −47 | 7  |

IFK Eskilstuna gick vidare till kvalspel till Allsvenskan och Finspångs AIK och Västerås SK flyttades ner till division III. De ersattes av Sundbybergs IK från division III.

### Västra
| Nr | Lag               | S  | V  | O | F  | GM | IM | MS  | P  |
| -- | ----------------- | -- | -- | - | -- | -- | -- | --- | -- |
| 1  | Billingsfors IK   | 18 | 11 | 3 | 4  | 52 | 29 | +23 | 25 |
| 2  | Örgryte IS        | 18 | 10 | 3 | 5  | 39 | 31 | +8  | 23 |
| 3  | Tidaholms GIF     | 18 | 8  | 4 | 6  | 43 | 34 | +9  | 20 |
| 4  | IFK Uddevalla     | 18 | 9  | 1 | 8  | 52 | 40 | +12 | 19 |
| 5  | Gårda BK (N)      | 18 | 8  | 3 | 7  | 44 | 36 | +8  | 19 |
| 6  | IFK Trollhättan   | 18 | 6  | 7 | 5  | 34 | 39 | −5  | 19 |
| 7  | Lundby IF         | 18 | 5  | 7 | 6  | 31 | 32 | −1  | 17 |
| 8  | Skogens IF        | 18 | 6  | 4 | 8  | 32 | 38 | −6  | 16 |
| 9  | Munkedals IF (U)  | 18 | 5  | 2 | 11 | 33 | 56 | −23 | 12 |
| 10 | Krokslätts FF (U) | 18 | 3  | 4 | 11 | 31 | 56 | −25 | 10 |

Billingsfors IK gick vidare till kvalspel till Allsvenskan och Munkedals IF och Krokslätts FF flyttades ner till division III. De ersattes av Karlstads BIK och IFK Tidaholm från division III.

### Södra
| Nr | Lag                     | S  | V  | O | F  | GM | IM | MS  | P  |
| -- | ----------------------- | -- | -- | - | -- | -- | -- | --- | -- |
| 1  | Landskrona BoIS         | 18 | 14 | 1 | 3  | 71 | 17 | +54 | 29 |
| 2  | Jönköpings Södra IF (U) | 18 | 13 | 1 | 4  | 73 | 33 | +40 | 27 |
| 3  | Limhamns IF (U)         | 18 | 8  | 5 | 5  | 35 | 32 | +3  | 21 |
| 4  | Nybro IF                | 18 | 9  | 1 | 8  | 44 | 37 | +7  | 19 |
| 5  | Höganäs BK              | 18 | 7  | 3 | 8  | 26 | 36 | −10 | 17 |
| 6  | Bromölla IF             | 18 | 6  | 4 | 8  | 29 | 43 | −14 | 16 |
| 7  | IFK Malmö               | 18 | 6  | 2 | 10 | 47 | 46 | +1  | 14 |
| 8  | Kalmar FF (U)           | 18 | 7  | 0 | 11 | 30 | 44 | −14 | 14 |
| 9  | Olofströms IF           | 18 | 4  | 4 | 10 | 26 | 61 | −35 | 12 |
| 10 | BK Landora              | 18 | 5  | 1 | 12 | 24 | 56 | −32 | 11 |

| Hemma \ Borta    | BKL | BIF | HBK | IFK | JS  | KFF | BOIS | LIF | NIF | OIF |
| BK Landora       | —   | –   | –   | –   | 1–2 | –   | –    | –   | –   | –   |
| Bromölla IF      | –   | —   | –   | –   | 4–3 | –   | –    | –   | –   | –   |
| Höganäs BK       | –   | –   | —   | –   | 3–3 | –   | –    | –   | –   | –   |
| IFK Malmö        | –   | –   | –   | —   | 3–4 | –   | –    | –   | –   | –   |
| Jönköpings Södra | 5–0 | 7–1 | 4–0 | 6–2 | —   | 5–1 | 1–5  | 7–2 | 3–1 | 6–2 |
| Kalmar FF        | –   | –   | –   | –   | 0–6 | —   | –    | –   | –   | –   |
| Landskrona BoIS  | –   | –   | –   | –   | 2–0 | –   | —    | –   | –   | –   |
| Limhamns IF      | –   | –   | –   | –   | 5–2 | –   | –    | —   | –   | –   |
| Nybro IF         | –   | –   | –   | –   | 0–2 | –   | –    | –   | —   | –   |
| Olofströms IF    | –   | –   | –   | –   | 1–7 | –   | –    | –   | –   | —   |

Landskrona BoIS gick vidare till kvalspel till Allsvenskan och Olofströms IF och BK Landora flyttades ner till division III. De ersattes av Alets IK, Husqvarna IF och Blomstermåla IF från division III.

## Kvalspel till Allsvenskan
| Lag 1           | Totalt | Lag 2           | Möte 1 | Möte 2 |
| Ludvika FFI     | 4–2    | IFK Eskilstuna  | 1–1    | 3–1    |
| Billingsfors IK | 2–6    | Landskrona BoIS | 2–5    | 0–1    |

Ludvika FFI och Landskrona BoIS till Allsvenskan 1944/45. Billingsfors IK och IFK Eskilstuna fick fortsätta spela i division II.